# Estación de Salou-Port Aventura
Salou-Port Aventura (antiguamente Port Aventura) es una estación ferroviaria situada en el municipio español de Salou, en la provincia de Tarragona, comunidad autónoma de Cataluña. Propiedad de Adif y operada por Renfe con la línea R17 de los servicios regionales de Rodalies de Catalunya, y la línea RT2 de cercanías del Campo de Tarragona, hace de terminal de ambas líneas en esta estación.

## Situación ferroviaria
Las instalaciones se encuentran situadas en el punto kilométrico 265,6 de la línea férrea de ancho ibérico Tarragona-Salou, a 12 metros de altitud.

## Historia
La estación se abrió al público en 1996, un año después de la inauguración del parque temático al que da servicio, aprovechando el trazado de la línea Barcelona-Valencia.
Desde el 13 de enero de 2020 la estación se encuentra en “fondo de saco” (cul-de-sac) debido a la puesta en servicio de la nueva variante de Vandellós del Corredor Mediterráneo, dejando fuera de servicio el trazado de vía única, entre el ámbito de La Ametlla de Mar y Vandellós y Hospitalet del Infante por el lado sur y la actual estación de Port Aventura por el lado norte.
El 19 de junio de 2025 se inauguró su ampliación.

## La estación
Se encuentra al oeste del parque temático de PortAventura Park a 750 metros de la entrada. Las instalaciones datan de mediados de los 90 coincidiendo con la apertura del parque. Dispone únicamente de un andén lateral de 240 metros de largo al que accede una vía derivada de la vía principal que no posee andén. Debido a la conversión a estación terminal por la inauguración de la variante de Vandellós del Corredor Mediterráneo, desde enero de 2020 dispone de máquina de venta de billetes y desde 2021 dispone de un edificio de viajeros provisional debido a las obras para convertirla en la estación principal de Salou.

## Servicios ferroviarios

### Regional Exprés
La línea R17 se creó por la apertura de la Variante de Vandellós del Corredor Mediterráneo en 2020 y es la única línea ferroviaria que conecta directamente Salou con Barcelona. En temporada alta (verano) el servicio se refuerza con dos trenes más desde los dos sentidos.
| Rodalies de Catalunya | Trenes                     | Destino/Origen      | Paradas                               | Origen/Destino | Línea MD |
| --------------------- | -------------------------- | ------------------- | ------------------------------------- | -------------- | -------- |
|                       | 449, 447 Regional PMR, 448 | Salou-Port Aventura | Tarragona-Torredembarra St. Vicenç C. | Barcelona      |          |

### Cercanías
Es la estación terminal de la línea RT2 de Cercanías del Campo de Tarragona operada por Renfe. Esta línea se dirige hacia L’Arboç pasando por Tarragona, Altafulla, Torredembarra, Sant Vicenç de Calders y El Vendrell

### TramCamp
Se anunció que el TramCamp tendrá parada en la estación.